# 星の見える丘
星の見える丘（ほしのみえるおか）は、アニメ作品である。「時空を越えたラブストーリー」をテーマに描くCGアニメーションとしてシリーズ化されている。
不思議な星で巻き起こる物語を、プラネタリウム（全周天コンテンツ）や360度立体視の4D王コンテンツとして開発され、各地で上映されている。
また、海外向け作品も多数制作されている。

## 作品
- 星の見える丘（2012）
- 星降る泉（2012）
- リッキーと黒き炎（2013）
- マルスの赤いスカーフ（2013）

## スタッフ
- 制作 - ゼネラルアサヒ